# Phalaba brevis
Phalaba brevis är en kräftdjursart som beskrevs av Gustav Budde-Lund 1910. Phalaba brevis ingår i släktet Phalaba och familjen Trachelipodidae. Inga underarter finns listade i Catalogue of Life.